# Alma Rosé
Alma Maria Rosé (Vienna, 3 novembre 1906 – Campo di concentramento di Auschwitz, 4 aprile 1944) è stata una violinista austriaca.
Di discendenza ebraica, suo zio era il compositore Gustav Mahler. Fu deportata dai nazisti nel campo di concentramento di Auschwitz-Birkenau. Lì, per 10 mesi, diresse l'Orchestra femminile di Auschwitz, un'orchestra di prigioniere che suonavano per i loro carcerieri per sopravvivere.
Alma Rosé morì nel campo di concentramento di una malattia improvvisa, forse avvelenamento da cibo. Le sue esperienze nel campo sono state rappresentate in Playing for Time.

## Biografia
Il padre di Alma Rosé era il violinista Arnold Rosé (nato Rosenblum, 1863-1946), che fu il primo violino della Wiener Philharmoniker per 50 anni, dal 1881 al 1931, dell'Orchestra della Wiener Staatsoper e del leggendario Rosé Quartet. Sua madre, Justine (morta il 22 agosto 1938) era sorella di Gustav Mahler. Alma fu chiamata così in onore di Alma Mahler, moglie del compositore.
Alma Rosé studiò violino con suo padre e successivamente con Otakar Ševčík. Nel 1930 sposò il violinista ceco Váša Příhoda (1900-1960). Nel 1935 il matrimonio si sciolse.

### Carriera
La Rosé ebbe una carriera di grande successo. Nel 1932 fondò l'orchestra femminile Die Wiener Walzermädeln (Le ragazze del valzer di Vienna). La direttrice era Anny Kux, un'amica. Il gruppo suonava ad altissimo livello, intraprendendo tournée in Austria, Germania, Cecoslovacchia e Polonia.

### Fuga dai nazisti e arresto finale
Dopo l'annessione dell'Austria alla Germania nel 1938, Alma e suo padre Arnold, anche lui famoso virtuoso del violino, riuscirono a fuggire a Londra. Andò da sola in Olanda dove pensava di poter riprendere la sua carriera musicale.
Quando i tedeschi occuparono i Paesi Bassi, fu in trappola. Un matrimonio fittizio con un ingegnere olandese di nome August van Leeuwen Boomkamp non la protesse; né il suo status nominale di convertita al cristianesimo. Fuggì in Francia, ma alla fine del 1942, quando tentò di fuggire nella Svizzera neutrale, fu arrestata dalla Gestapo. Dopo diversi mesi nel campo di internamento di Drancy, fu deportata nel luglio del 1943 nel campo di concentramento di Auschwitz.

### Auschwitz
All'arrivo ad Auschwitz Alma Rosé fu messa in quarantena e si ammalò gravemente, ma alla fine fu riconosciuta. Assunse la guida della Mädchenorchester von Auschwitz (Orchestra di ragazze di Auschwitz). L'orchestra esisteva anche prima dell'arrivo della Rosé, un progetto preferito della SS-Oberaufseherin ("supervisore capo SS") Maria Mandel. Prima della Rosé l'orchestra era diretta da Zofia Czajkowska, un'insegnante polacca. Il gruppo consisteva principalmente di musicisti dilettanti, con una sezione di archi, ma anche fisarmoniche e un mandolino e mancava una sezione di bassi. La funzione principale dell'orchestra era quella di suonare al cancello principale ogni mattina e sera mentre i prigionieri partivano e tornavano dai loro incarichi di lavoro; l'orchestra teneva anche concerti nel fine settimana per i prigionieri e per le SS ed intratteneva le SS durante le loro funzioni.
Alma Rosé dirigeva, orchestrava e talvolta suonava assoli di violino durante i suoi concerti. Oltre all'attività ufficiale, faceva provare l'orchestra e suonava musica proibita di compositori polacchi ed ebrei per migliorare lo spirito dei membri dell'orchestra stessa e degli altri detenuti di cui si fidavano. Lei stessa orchestrò lo Studio in Mi maggiore op. 10 n. 3 di Fryderyk Chopin coniugandolo con i testi che lei stessa scrisse. Come direttore d'orchestra contribuì a trasformare l'orchestra in un eccellente gruppo, i cui membri sopravvissero durante il suo incarico e dopo la sua morte; tutte tranne due (Lola Kroner e Julie Stroumsa) sarebbero sopravvissute per vedere la fine della guerra. La Rosé morì a 37 anni di una malattia improvvisa nel campo, forse per avvelenamento da cibo. L'orchestra comprendeva due musiciste professioniste, la violoncellista Anita Lasker-Wallfisch e la cantante e pianista Fania Fénelon, ognuna delle quali scrisse dei ricordi del loro periodo nell'orchestra. Il racconto della Fénelon, Playing for Time, è stato trasformato in un film con lo stesso titolo. Il padre di Alma, Arnold Rosé, morì a Londra nel 1946.

## Registrazioni
Le esecuzioni di Arnold Rosé insieme ad Alma furono alla fine pubblicate su CD.